# 日光市
日光市（日语：／ Nikkō shi */?）是位於日本關東地方北部、栃木縣西北部的市，是一個集山岳、湖沼、瀑布等自然风景與神社景觀为一体的国际观光文化都市，年间约有近600万日本国内外的游客到此旅遊。境內的「日光的神社與寺院」於1999年由聯合國教科文組織登錄為世界遺產，並劃設在日光國立公園範圍內。由於日光是日光東照宮與輪王寺的門前町和中禪寺湖而成為有名的觀光都市，明治時代的奧日光開發成日本最初的避勝地。
2006年3月20日，今市市、日光市（舊制）、足尾町、藤原町、栗山村經由市町村合併而變成現在的日光市。新市制下的市役所本廳位於舊今市市役所（今市本町）。在日本全國市町村面積排行中次於高山市與濱松市居於第三，占栃木縣轄域全體22%的面積。
日光市有日光的神社與寺院、日光杉並木與鬼怒川溫泉、川治溫泉等觀光資源，登録於濕地公約的鬼怒沼濕原、龍王峽、足尾的渡良瀨川等大區域的觀光地。

## 地理
栃木縣西北部位置。伊呂波山道（いろは坂）上之男體山南麓為奧日光位置、伊呂波山道下的南東麓為日光市街位置。氣候為典型的内陸性氣候、冬天下雪。
- 山：日光白根山（縣最高峰）、男體山、毘沙門山、赤薙山、庚申山、小法師山、赤倉山、中倉山、巣神山
- 川：鬼怒川、大谷川、渡良瀨川、田川、男鹿川
- 瀑：華嚴瀑布、裏見瀑布、寂光瀑布、湯瀑布、龍頭瀑布
- 湖：中禪寺湖、湯之湖、川俣湖、八汐湖、五十里湖
- 濕原：戰場之原、小田代原、鬼怒沼
- 溫泉：日光湯元溫泉、鬼怒川溫泉、川治溫泉

## 歷史
至江戶時代
- 782年（延曆元年）：勝道上人建四本龍寺（現輪王寺）。
- 784年（延曆3年）：勝道上人於中禪寺湖畔建中禪寺。
- 1617年（元和3年）：日光東照宮建立。成為江戶時代的日光街道的終點、日光東照宮的門前町。

明治維新以後
- 1889年（明治22年）4月1日：町制施行，成為上都賀郡日光町。
- 1890年（明治23年）8月1日：舊國鐵（現東日本旅客鐵道）日光站開業。
- 1929年（昭和4年）10月1日：東武日光站開業。
- 1954年（昭和29年）2月11日：市制施行，日光町加上小來川村成為日光市。
- 2006年（平成18年）3月20日：（舊）日光市、今市市、足尾町、藤原町、栗山村合併成新設的日光市。

## 行政
- 市長 斎藤文夫 ( １期 )（舊今市市長）

### 警察署
- 今市警察署
- 日光警察署

### 消防
- 日光市消防本部
  - 今市消防署
  - 日光消防署
  - 藤原消防署

## 交通

### 鐵道路線
- 有東武鐵道、JR東日本、野岩鐵道、渡良瀨溪谷鐵道的鐵路線。
- JR東日本日光線是連接日光站與宇都宮站的路線。
- 東武日光線是連接東武日光站與東武動物公園站的路線。東京縣内沿線都市間的輸送、以東武動物公園站開始經東武伊勢崎線至淺草站的特急列車為主體構成。
- 東武鬼怒川線是連接新藤原站與下今市站的路線。與東武日光線相同、下今市站的東武日光線・經東武伊勢崎線至淺草站間由特急列車為主體構成。
- 新藤原站的野岩鐵道會津鬼怒川線經由、會津鐵道會津線直通至會津田島站。
- 2006年3月18日開始、東武日光線的東武鬼怒川線於栗橋站連接JR東日本、特急列車直通至新宿站。
- 渡良瀨溪谷鐵道渡良瀨溪谷線是連接間藤站與桐生站的路線。

#### 主要路線
- 中心站：日光站、東武日光站、今市站、下今市站、鬼怒川溫泉站

東日本旅客鐵道（JR東日本）
日光線：文挾站 - 下野大澤站 - 今市站 - 日光站
東武鐵道
日光線：下小代站 - 明神站 - 下今市站 - 上今市站 - 東武日光站
鬼怒川線：下今市站 - 大谷向站 - 大桑站 - 新高德站 - 小佐越站 - 鬼怒川溫泉站 - 鬼怒川公園站 - 新藤原站
野岩鐵道
會津鬼怒川線：新藤原站 - 龍王峽站 - 川治溫泉站 - 川治湯元站 - 湯西川溫泉站 - 中三依溫泉站 - 上三依鹽原溫泉口站 - 男鹿高原站
渡良瀨溪谷鐵道
渡良瀨溪谷線：原向站 - 通洞站 - 足尾站 - 間藤站
廢止路線
東武日光軌道線（1968年廢止）
東武日光鋼索鐵道線（1970年廢止）
東武矢板線（1959年廢止）

### 巴士路線
- 關東自動車
  - （JR宇都宮站 - 德次郎 - 大澤 - 今市 - 日光東照宮）
  - （JR宇都宮站 - 德次郎 - 大澤 - 今市車庫）
  - （JR宇都宮站 - 石那田 - 塩野室 - 佐貫 - 船生）
  - （下小林 - 塩野室 - 大室 - 東武下今市站入口 - 今市車庫）
- 東武巴士日光
  - （日光站 - 中禪寺溫泉 - 龍頭瀑布 - 湯元溫泉）
- 日光交通
  - （日光站 - 所野 - 下今市站）
  - （鬼怒川公園站 - 新高德站 - 下今市站）
  - （鬼怒川溫泉 - 日光江戶村 - 新高德站 - 西部村 （循環急行））
  - （低公害巴士 戰場之原 - 小田代原）（定期觀光巴士）
- 藤田合同巴士 （東武矢板線之轉換巴士路線）
  - （新高德站 - 船生 - 玉生 - 矢板站）
- しおや交通
  - （鬼怒川温泉站 - 女夫渕）（限星期六運行）
- 日光市營巴士
  - （日光站 - 清滝 - 足尾銅山・雙愛病院）
  - （市役所 - 小百）（市役所 - 下猪倉）（市役所 - 大渡）（市役所 - 溫泉保養中心）
  - （今市車庫 - 行川 - 小来川森崎）
  - （鬼怒川溫泉站 - 川治溫泉站 - 青柳 - 女夫渕）
- 那須塩原市營巴士

### 道路

#### 高速道路・收費道路
- 日光宇都宮道路

#### 一般國道
- 國道119號
- 國道120號
- 國道121號
- 國道122號
  - 細尾峠
- 國道352號（與國道121號重複）
- 國道400號
- 國道461號

#### 栃木縣道
- 栃木縣道14號鹿沼日光線
- 栃木縣道15號鹿沼足尾線
- 栃木縣道149號小來川文挾石那田線
- 栃木縣道150號山久保平崎線
- 栃木縣道169號青柳日光線
- 栃木縣道194號寂光滝線
- 栃木縣道195號裏見滝線
- 栃木縣道250號中宮祠足尾線
- 栃木縣道277號小來川清滝線
- 栃木縣道247號日光今市線

## 觀光

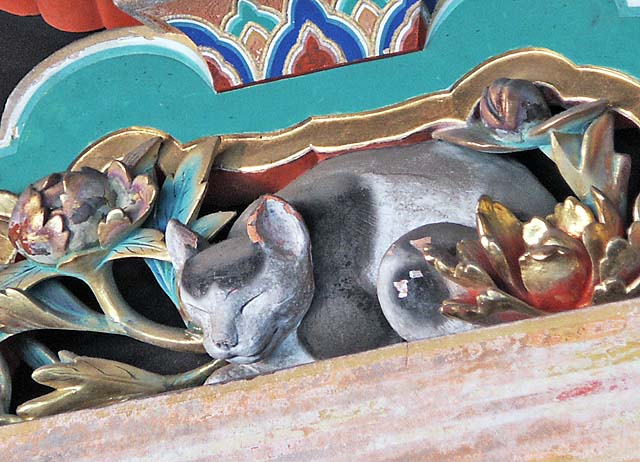
東照宮的眠貓

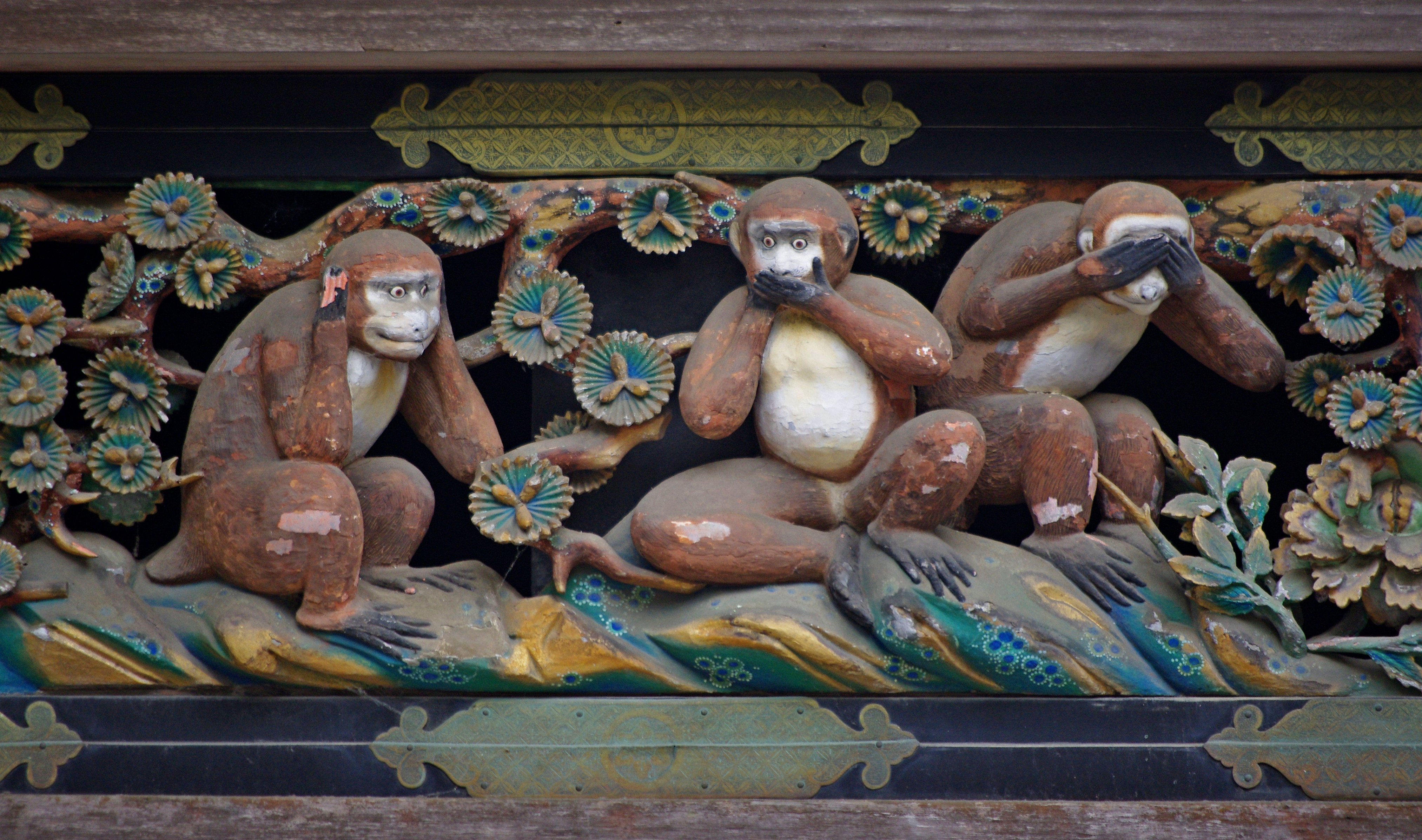
東照宮的三猿

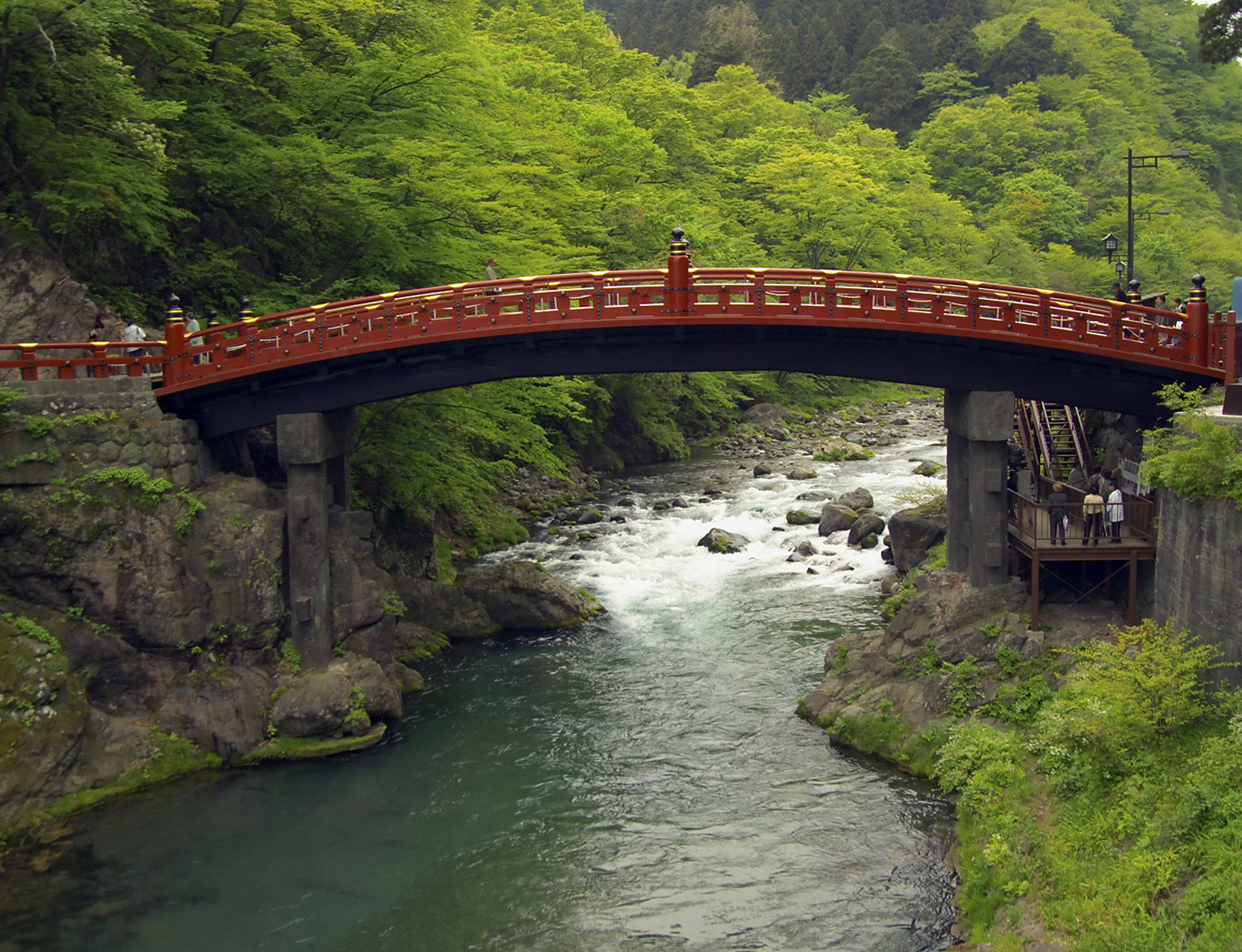
神橋

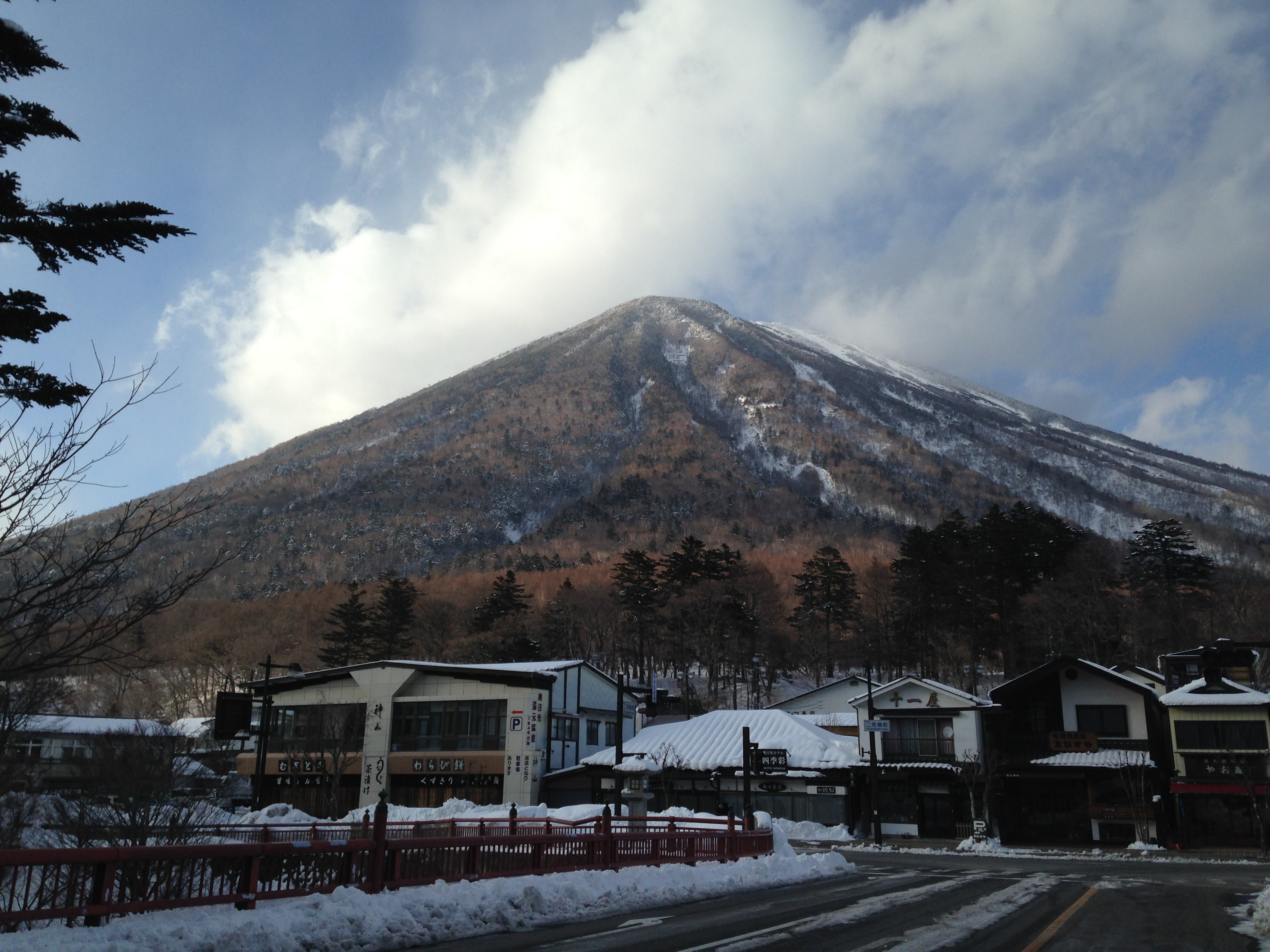
從二荒橋眺望男體山

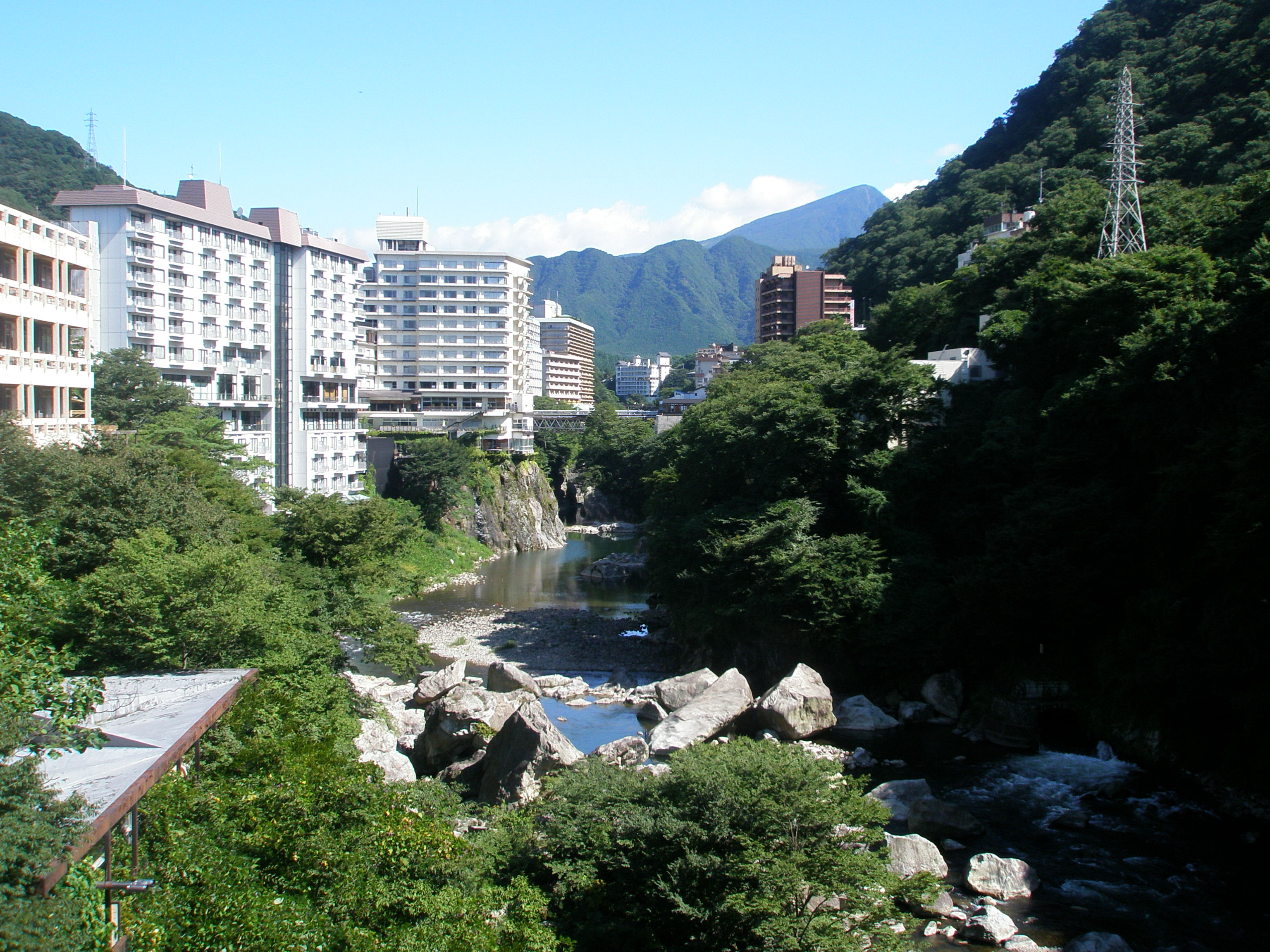
鬼怒川溫泉街

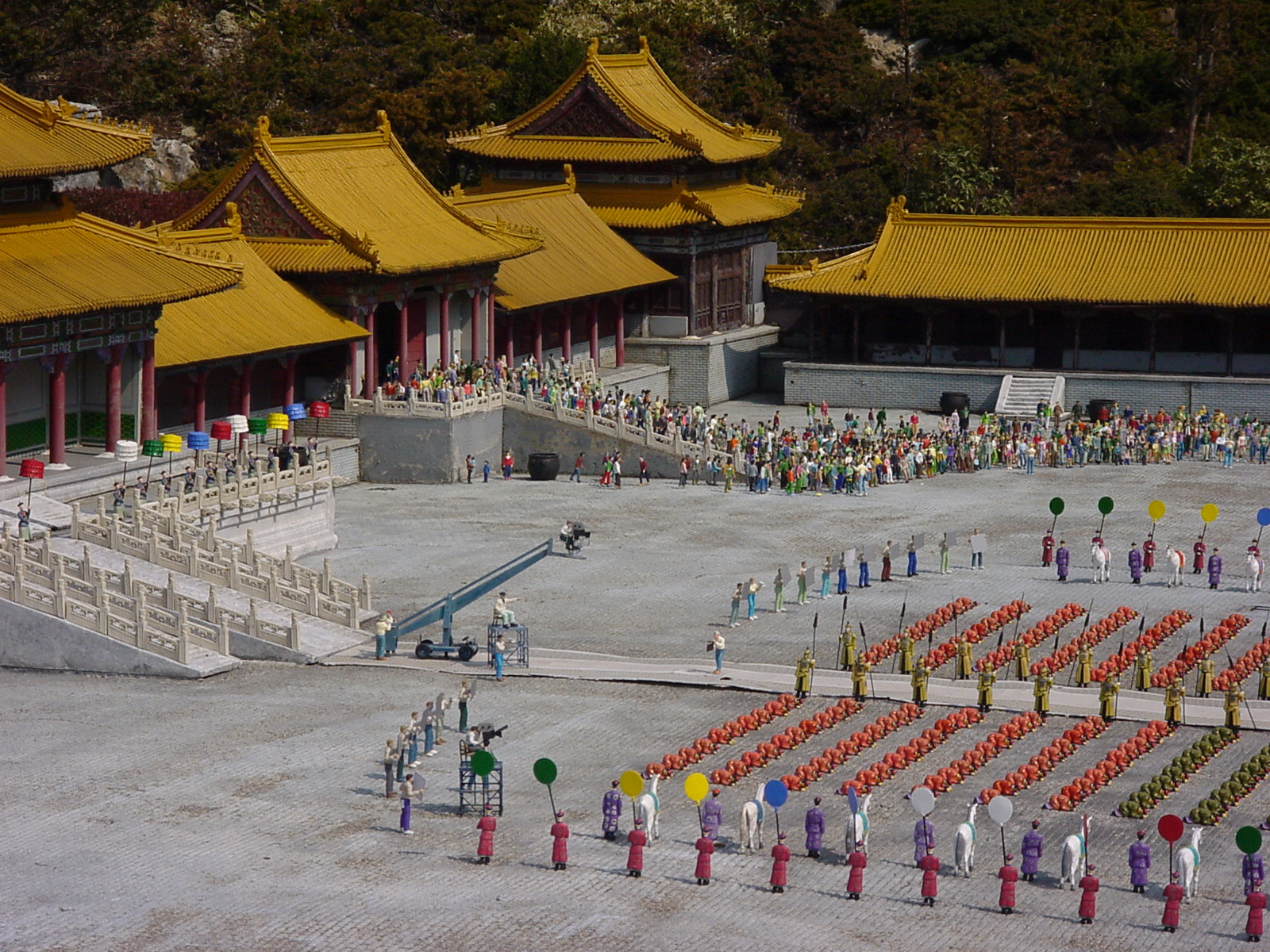
1：25比例仿造的故宮，於東武世界廣場。電影「末代皇帝」的再現拍攝現場。(在東武世界廣場)

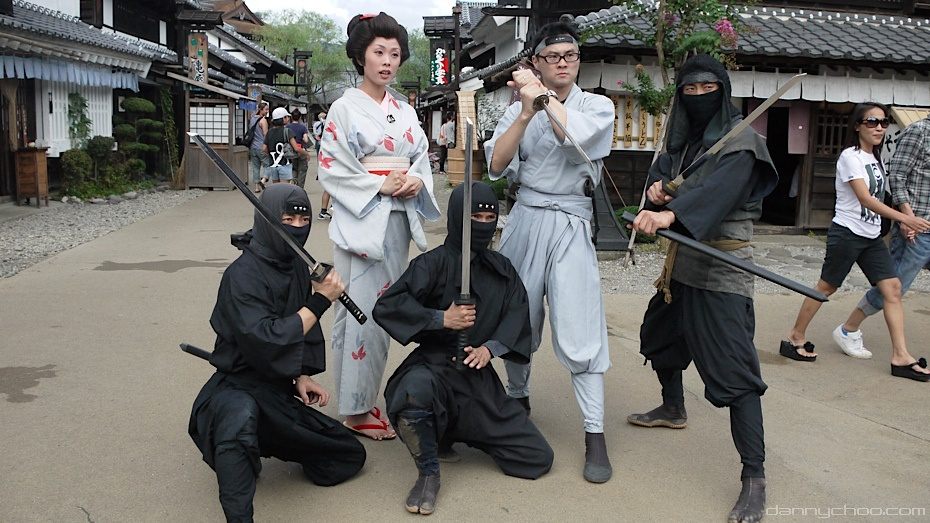
日光江戸村

### 世界遺産
（日光山内）
- 神社・霊廟
  - 日光東照宮
  - 日光二荒山神社
- 寺院
  - 日光山輪王寺

### 日光市街
- 裏見瀑布
- 寂光瀑布
- 田母澤御用邸跡
- 日光金谷酒店（日光金谷ホテル）
- 日光杉並木

### 奧日光・中禪寺湖附近
- 中禪寺湖
- 男體山
- 華嚴瀑布（日本瀑布百選）
- 明智平
- 伊呂波山道（いろは坂）
- 日光半月山
- 日光菖蒲之濱滑雪場
- 日光王子酒店（日光プリンスホテル）（第20回BCS賞受賞、佐藤秀三設計）

### 奧日光・戰場之原地區
- 戰場之原
- 龍頭瀑布
- 小田代原
- 光德牧場

### 奥日光・湯之湖地區
- 日光湯元溫泉（國民保養温泉地）
- 日光白根山
- 日光湯元滑雪場
- 湯之湖
- 湯瀑布

### 霧降地區
- 霧降瀑布（日本瀑布百選）
- 北萱草平原
- 霧降高原滑雪場
- 六方澤橋
- 霧降隠三瀑布（丁字瀑布、玉簾瀑布、真暗瀑布）
- 日光霧降高原村

### 今市地區
- 日光杉並木
- 西部村
- 杉並木公園
- 追分地蔵尊
- 六方澤橋
- 大笹牧場
- 日光貓狗村
- 蕎麥祭

### 鬼怒川地區
- 鬼怒川溫泉
- 川治溫泉
- 篭岩溫泉
- 鬼怒川
- 龍王峽
- 雞頂高原
- 日光江戶村
- 鬼怒川花一匁
- 東武世界廣場
- 日光猿軍團
- 日光錯視畫樂園
- 鬼怒川秘寶殿

### 三依地區
- 五十里湖
- 三依蕎麥街道（國道121號）

### 栗山地區
- 湯西川溫泉
- 平家之里
- 女夫渕溫泉
- 奥鬼怒溫泉鄉
- 川俁溫泉
- 栗山東照宮

### 足尾地區
- 足尾銅山

## 外部連結
- (社)日光観光協会オフィシャルサイト
- 日光地区合併協議会
- 日光·鬼怒川旅行指南 （页面存档备份，存于）